# Vertigoshot

Deze animatie laat zien hoe een dollyzoom werkt. Bovenaan het plaatje is te zien wat de camera opneemt; de kubussen hebben gedurende het shot dezelfde grootte, terwijl de theepotten in de achtergrond groter worden. Onderaan het plaatje is een overzicht te zien van de camerapositie, waarbij te zien is dat de camera naar achter gaat, waarbij er tegelijkertijd wordt ingezoomd.

Een vertigoshot of dollyzoom is een techniek in de cinematografie, waarbij men met een filmcamera een manoeuvre maakt voor een 'duizelingwekkend' schot. Het visuele effect werkt in op het evenwichtsorgaan. De techniek is vernoemd naar de film waardoor die in 1958 voor het eerst bekend werd, Vertigo van Alfred Hitchcock.

## Techniek
Om een vertigo te maken rijdt de dolly naar achteren, terwijl de cameralens met eenzelfde snelheid inzoomt. Het gefilmde object blijft voor de toeschouwer op dezelfde afstand. Tegelijk dijt de horizon uit. Het tegenovergestelde effect wordt bereikt door de dolly naar voor te rijden en synchroon uit te zoomen.

## Oorsprong
In Vertigo is de camera verticaal opgesteld. Een personage is op de vlucht in een trappenhuis en werpt een blik door de vide naar beneden. De kijker ziet wat hij dan ziet. Hitchcock gebruikte een eerste versie van de techniek al eerder aan het slot van zijn film Spellbound in 1945, maar wat het publiek in '58 zag, was nooit eerder vertoond.

## Toepassingen
Andere benamingen zijn de "dollyzoom", "zoom in/dolly out", "retro-zoom" of in het Frans "le travelling compensé". Fans van Jaws (Steven Spielberg, 1975) noemen het een Jaws shot. In deze film ziet de hoofdpersoon dat een kind door een haai wordt aangevallen en wordt de techniek gebruikt om de angst van deze persoon uit te beelden.
Het effect is verder te zien in:
- Raging Bull (Scorsese 1980)
- E.T. (Spielberg, 1981)
- Poltergeist (Spielberg, 1982)
- Goodfellas (Scorsese 1990)
- La Haine (Mathieu Kassovitz, 1995)
- The Quick and The Dead (Sam Raimi 1995)
- Spy Game (Scott 2001)
- Guardians of the Galaxy Vol. 2 (Gunn 2017)
- The Lord of the Rings van Peter Jackson uit 2001-03
- Het Eiland van Jan Eelen in aflevering 7 wanneer personage Sammy Tanghe schreeuwend uit de gang komt, shot toegepast op reactie van personage Guido Pallemans.
- de opening van het Eurovisiesongfestival 2011
- het optreden van Israël op het Eurovisiesongfestival 2012
- recentere afleveringen van Top Gear
- de slotaflevering van seizoen 2 van Eigen kweek

## Voetnoten
1. ↑  Siggraph.org: Zoom Lenses and the Vertigo Effect met een voorbeeldanimatie (en)